# Real Murcia
Real Murcia is een Spaanse voetbalclub uit Murcia. Vanaf het seizoen 2022-2023 speelt de club op het derde niveau van het Spaanse voetbal, de Primera División RFEF.

## Geschiedenis
Real Murcia werd opgericht in 1908 als Murcia CF en krijgt in 1922 het predicaat 'koninklijk' (Real). De club speelde in haar geschiedenis vooral in de Segunda División A, maar is ook verscheidene seizoenen uitgekomen in de Primera División, Segunda División B? Segunda División RFEF en Tercera División.
De hoogste plaats die de club ooit heeft bereikt in de Primera División is een elfde plek (vier keer), voor het laatst behaalde Real Murcia deze plaats in het seizoen 1986-1987. De laatste keer dat de club uitkwam in de Primera División was in het seizoen 2007-2008, toen ze na een jaar weer degradeerde. In 2010 zakte Real Murcia af naar de Segunda División B. Deze plaats werd echter onmiddellijk teruggewonnen door kampioen te worden in groep 4 van de Segunda B en in de eindronde een andere kampioen, CD Lugo, te verslaan.
Het seizoen 2013-2014 was een van omkeringen. Voor het eerst vertoefde de club in degradatienood, maar kon zich uiteindelijk met een vierde plaats plaatsen voor de eindronde, die een bijkomende stijger naar de Primera División moest aanduiden. In de eerste ronde werd de ploeg echter uitgeschakeld door de latere winnaar Córdoba CF.
In de aanloop van het seizoen 2014-2015 ging het van kwaad naar erger. Door de oplopende financiële problemen met de fiscale administratie werd door de Liga de Fútbol Profesional op donderdag 7 augustus 2014 beslist om de ploeg een administratieve degradatie en boete van iets meer dan 180.000 EUR op te leggen. De ploeg startte zo tijdens seizoen 2014-2015 weer in de Segunda División B, maar wel in groep 1 ter vervanging van CD Mirandés, dat zo zijn behoud in de Segunda División A bekwam. De andere ploegen uit de regio, FC Cartagena, La Hoya Lorca CF en UCAM Murcia CF speelden daarentegen in groep 4. Dit seizoen en de drie daaropvolgende campagnes zou de ploeg steeds in de top vier eindigen zonder ooit eerste te zijn. Maar in de daaropvolgende play-offs konden ze nooit de promotie afdwingen.
Tijdens seizoen 2018-2019 kende ze een zwak seizoen met een 11de plaats als eindrangschikking.  Het seizoen 2019-2020 werd iets beter gespeeld en werd de 8ste plaats behaald.
Ook het overgangsseizoen 2020-2021 werd een zwak seizoen, waardoor de ploeg vanaf seizoen 2021-2022 verder afzakte naar het vierde niveau van het Spaans voetbal, de nieuw opgerichte Segunda División RFEF.
Tijdens het seizoen 2021-2022 werd de ploeg derde en kon zich zo plaatsen voor de eindronde.  Eerst werd Rayo Cantabria, het filiaal van Racing Santander met 1-0 uitgeschakeld en in de finale werd met 2-1 gewonnen van SCR Peña Deportiva . Zo speelt de ploeg vanaf seizoen 2022-2023 op het derde niveau van het Spaans voetbal, de Primera División RFEF.
Reserveteam Real Murcia Imperial speelt in de Tercera División.

## Stadion
Thuisstadion is het Estadio Nueva Condomina. Dit viersterrenstadion werd op 11 oktober 2006 geopend met de vriendschappelijk interland Spanje - Argentinië. Er werd veel geklaagd over de slechte staat van het veld op dat moment, onder andere de Argentijn Maxi Rodríguez raakte ernstig geblesseerd tijdens deze wedstrijd.
Hiervoor deelde Real Murcia het stadion La Condomina met stadgenoot Ciudad de Murcia (sinds 2002/03). Sinds het seizoen 2014/15 speelt UCAM Murcia CF in dit laatsvernoemde stadion.

## Eindklasseringen
- 1940 1e
Segunda División
- 1941 12e
Primera División
- 1942 2e
Segunda División
- 1943 3e
Segunda División
- 1944 2e
Segunda División
- 1945 11e
Primera División
- 1946 11e
Primera División
- 1947 12e
Primera División
- 1948 11e
Segunda División
- 1949 7e
Segunda División
- 1950 2e
Segunda División
- 1951 14e
Primera División
- 1952 5e
Segunda División
- 1953 11e
Segunda División
- 1954 12e
Segunda División
- 1955 1e
Segunda División
- 1956 13e
Primera División
- 1957 3e
Segunda División
- 1958 3e
Segunda División
- 1959 6e
Segunda División
- 1960 7e
Segunda División
- 1961 8e
Segunda División
- 1962 8e
Segunda División
- 1963 1e
Segunda División
- 1964 12e
Primera División
- 1965 13e
Primera División
- 1966 10e
Segunda División
- 1967 7e
Segunda División
- 1968 6e
Segunda División
- 1969 8e
Segunda División
- 1970 18e
Segunda División
- 1971 9e
Tercera División
- 1972 1e
Tercera División
- 1973 1e
Segunda División
- 1974 15e
Primera División
- 1975 18e
Primera División
- 1976 17e
Segunda División
- 1977 1e
Tercera División
- 1978 5e
Segunda División
- 1979 14e
Segunda División
- 1980 1e
Segunda División
- 1981 16e
Primera División
- 1982 5e
Segunda División
- 1983 1e
Segunda División
- 1984 11e
Primera División
- 1985 18e
Primera División
- 1986 1e
Segunda División
- 1987 11e
Primera División
- 1988 17e
Primera División
- 1989 19e
Primera División
- 1990 9e
Segunda División
- 1991 3e
Segunda División
- 1992 11e
Segunda División
- 1993 1e
Segunda División B
- 1994 18e
Segunda División
- 1995 17e
Segunda División B
- 1996 1e
Tercera División
- 1997 13e
Segunda División B
- 1998 8e
Segunda División B
- 1999 4e
Segunda División B
- 2000 2e
Segunda División B
- 2001 13e
Segunda División
- 2002 15e
Segunda División
- 2003 1e
Segunda División
- 2004 20e
Primera División
- 2005 12e
Segunda División
- 2006 16e
Segunda División
- 2007 3e
Segunda División
- 2008 19e
Primera División
- 2009 14e
Segunda División
- 2010 20e
Segunda División
- 2011 1e
Segunda División B
- 2012 18e
Segunda División
- 2013 19e
Segunda División
- 2014 4e
Segunda División
- 2015 2e
Segunda División B
- 2016 2e
Segunda División B
- 2017 2e
Segunda División B
- 2018 3e
Segunda División B
- 2019 11e
Segunda División B
- 2020 8e
Segunda División B
- 2021 6e
Segunda División B
- 2022 3e
Segunda Federación
- 2023 6e
Primera Federación
- 2024 7e
Primera Federación
- 2025 2e
Primera Federación

- Primera División
- Segunda División
- Primera Federación
- Segunda Federación
- Segunda División B
- Tercera Federación

## Resultaten per seizoen
| Seizoen | Competitie            | Positie      | Resultaat                                                               | Beker deelname |
| ------- | --------------------- | ------------ | ----------------------------------------------------------------------- | -------------- |
| 1974/75 | Primera División      | 18de plaats  | Degradatie                                                              | 4de Ronde      |
| 1975/76 | Segunda División A    | 17de plaats  | Degradatie                                                              | 3de Ronde      |
| 1976/77 | Tercera División      | Kampioen     | Stijgt naar Segunda División A                                          | 2de Ronde      |
| 1977/78 | Segunda División A    | 15de plaats  | Behoud                                                                  | 4de Ronde      |
| 1978/79 | Segunda División A    | 4de plaats   | Behoud                                                                  | 1/8 Finale     |
| 1979/80 | Segunda División A    | Kampioen     | Stijgt naar Primera División                                            | 4de Ronde      |
| 1980/81 | Primera División      | 11de plaats  | Behoud                                                                  | 2de Ronde      |
| 1981/82 | Segunda División A    | 18de plaats  | Degradatie                                                              | 3de Ronde      |
| 1982/83 | Segunda División A    | Kampioen     | Stijgt naar Primera División                                            | 3de Ronde      |
| 1983/84 | Primera División      | 12de plaats  | Behoud                                                                  | 3de Ronde      |
| 1984/85 | Primera División      | 16de plaats  | Degradatie                                                              | 3de Ronde      |
| 1985/86 | Segunda División A    | Kampioen     | Stijgt naar Primera División                                            | 3de Ronde      |
| 1986/87 | Primera División      | 11de plaats  | Behoud                                                                  | 2de Ronde      |
| 1987/88 | Primera División      | 17de plaats  | Behoud                                                                  | 4de Ronde      |
| 1988/89 | Primera División      | 19de plaats  | Degradatie                                                              | 4de Ronde      |
| 1989/90 | Segunda División A    | 9de plaats   | Behoud                                                                  | 4de Ronde      |
| 1990/91 | Segunda División A    | 3de plaats   | Behoud                                                                  | 2de Ronde      |
| 1991/92 | Segunda División A    | 11de plaats  | Degradatie                                                              | 1/4 Finale     |
| 1992/93 | Segunda División B    | 4de plaats   | Behoud                                                                  | 3de Ronde      |
| 1993/94 | Segunda División A    | 2de plaats   | Behoud                                                                  | 4de Ronde      |
| 1994/95 | Segunda División B    | 17de plaats  | Degradatie                                                              | 3de Ronde      |
| 1995/96 | Tercera Division      | Kampioen     | Stijgt naar Segunda División B                                          | Nee            |
| 1996/97 | Segunda División B    | 13de plaats  | Behoud                                                                  | 1ste Ronde     |
| 1997/98 | Segunda División B    | 8ste plaats  | Behoud                                                                  | Nee            |
| 1998/99 | Segunda División B    | 4de plaats   | Play off, behoud                                                        | Nee            |
| 1999/00 | Segunda División B    | 2de plaats   | Play off, stijgt naar Segunda División A                                | Voorronde      |
| 2000/01 | Segunda División A    | 13de plaats  | Behoud                                                                  | 1/8 Finale     |
| 2001/02 | Segunda División A    | 15de plaats  | Behoud                                                                  | 4de Ronde      |
| 2002/03 | Segunda División A    | Kampioen     | Stijgt naar Primera División                                            | 1/4 Finale     |
| 2003/04 | Primera División      | 20ste plaats | Degradatie                                                              | 4de Ronde      |
| 2004/05 | Segunda División A    | 12de plaats  | Behoud                                                                  | 3de Ronde      |
| 2005/06 | Segunda División A    | 16de plaats  | Behoud                                                                  | 2de Ronde      |
| 2006/07 | Segunda División A    | 3de plaats   | Stijgt naar Primera División                                            | 2de Ronde      |
| 2007/08 | Primera División      | 19de plaats  | Degradatie                                                              | 4de Ronde      |
| 2008/09 | Segunda División A    | 14de plaats  | Behoud                                                                  | 4de Ronde      |
| 2009/10 | Segunda División A    | 20ste plaats | Degradatie                                                              | 4de Ronde      |
| 2010/11 | Segunda División B    | 1ste plaats  | Play off, stijgt naar Segunda División A                                | 4de Ronde      |
| 2011/12 | Segunda División A    | 18de plaats  | Behoud                                                                  | 2de Ronde      |
| 2012/13 | Segunda División A    | 19de plaats  | Behoud                                                                  | 2de Ronde      |
| 2013/14 | Segunda División A    | 4de plaats   | Uitgeschakeld 2° ronde play off, degradatie wegens financiële problemen | 2de Ronde      |
| 2014/15 | Segunda División B    | 2de plaats   | Uitgeschakeld 1° ronde play off, behoud                                 | 2de Ronde      |
| 2015/16 | Segunda División B    | 2de plaats   | Uitgeschakeld 1° ronde play off, behoud                                 | 1ste Ronde     |
| 2016/17 | Segunda División B    | 2de plaats   | Uitgeschakeld 1° ronde play off, behoud                                 | 1ste Ronde     |
| 2017/18 | Segunda División B    | 3de plaats   | Uitgeschakeld 1° ronde play off, behoud                                 | 4de Ronde      |
| 2018/19 | Segunda División B    | 11de plaats  | Behoud                                                                  | 2de Ronde      |
| 2019/20 | Segunda División B    | 8ste plaats  | Behoud                                                                  | 2de Ronde      |
| 2020/21 | Segunda División B    | 6de plaats   | Van derde naar nieuw vierde niveau Spaans voetbal                       | Nee            |
| 2021/22 | Segunda División RFEF | 3de plaats   | Eindronde, promotie                                                     | Nee            |
| 2022/23 | Primera División RFEF |              |                                                                         | 2de Ronde      |

## Bekende (ex-)spelers

### Spanjaarden
- Ibán Cuadrado
- Luis García Fernández
- Enrique de Lucas
- Marcos Alonso Imaz
- Paco
- Juan Valera

### Overigen
- Diego Alonso
- Roberto Bonano
- Fabián Carini
- Juan Esnáider
- Daniel Jensen
- Orpheo Keizerweerd
- Dick van Dijk
- Royston Drenthe
- Antoni Lima
- Mario Regueiro
- Nicolás Tagliafico